# Christopher Klöcker
Christopher Klöcker var en svensk tecknare och målare verksam i början av 1700-talet.
Klöcker uppfördes 1709 på hovstaten som informator i ritning för prinsessan Ulrika Eleonora med en årslön om 200 daler silvermynt. Han var troligen släkt med David Klöcker Ehrenstrahl och introducerades vid hovet av David von Krafft. Den undervisning Klöcker gav prinsessan följde tidens sed och koncentrerades till teckningskonst och miniatyrmåleri.   